# Karin Scheele
Pour les articles homonymes, voir Scheele.
Karin Scheele, née le 22 juillet 1968 à Baden, est une femme politique autrichienne.
Membre du Parti social-démocrate d'Autriche, elle est députée européenne de 1999 à 2008.